# Leucaspis mixta
Leucaspis mixta är en insektsart som beskrevs av Hindrik Wijbrand de Boer och Valentine 1977. Leucaspis mixta ingår i släktet Leucaspis och familjen pansarsköldlöss. Inga underarter finns listade i Catalogue of Life.